# Konserwatiewe Party
De Konserwatiewe Party van Suid-Afrika (Engels: Conservative Party of South Africa, Nederlands: Conservatieve Partij van Zuid-Afrika) was een uiterst behoudende conservatieve partij in Zuid-Afrika (1982-2003) die een groot voorstander was van apartheid. Van 6 mei 1987 tot 27 april 1994 was het de officiële oppositiepartij in het land.

## Geschiedenis

### Oprichting

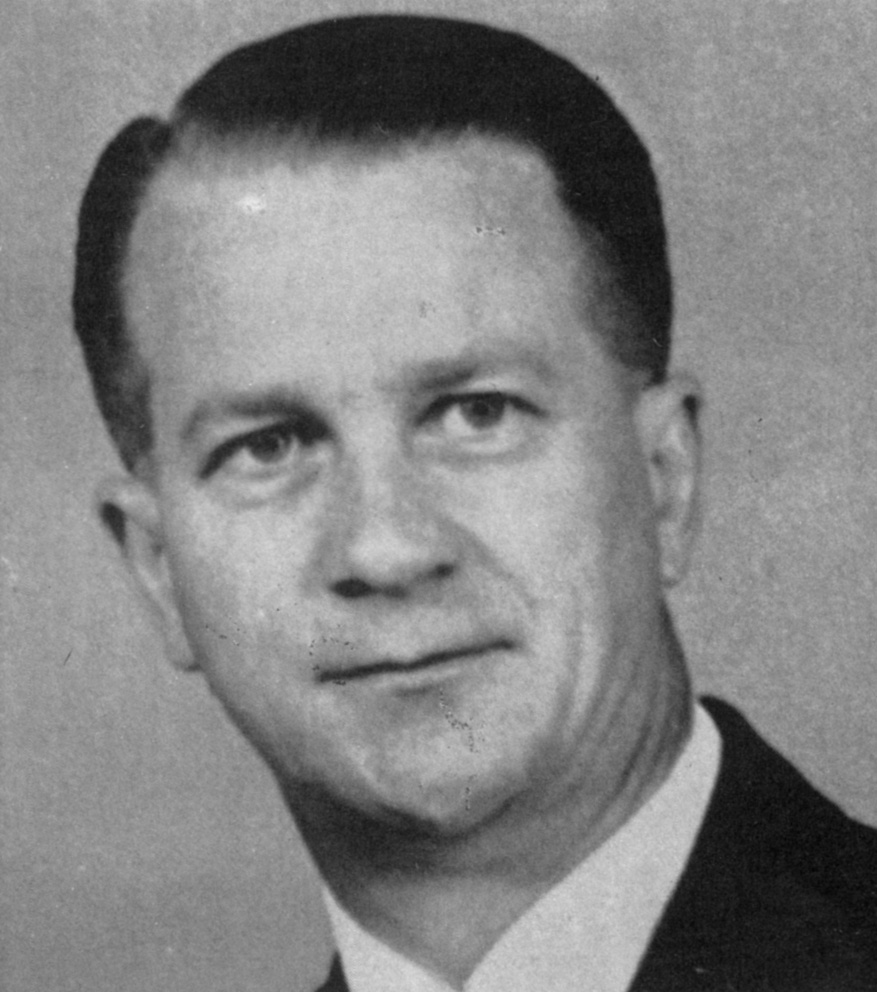
Oprichter en Partijleider van het eerste uur.. Andries Treurnicht

Sinds het einde van de jaren 70 waren er grote spanningen tussen de "verkramptes" en de "verligtes" binnen de regerende Nasionale Party (NP). De "verkramptes" onder leiding van dr. Andries Treurnicht, een voormalig Nederduits Gereformeerd predikant, waren gekant tegen iedere verzachting van het apartheidsbeleid. Zij verzetten zich tegen rassenvermenging in de sport en tegen het toekennen van politieke rechten aan de Kleurlingen en de Indiërs (de zogenaamde "machtsdeling"). De "verkramptes" waren tegen iedere vorm van compromis. De "verligtes" waren juist voorstander van beperkte hervormingen. (Overigens kan men de "verligtes" niet als liberaal beschouwen, zij waren ook voorstanders van apartheid.)
In februari 1982 bereikten de spanningen tussen de "verkramptes" en de "verligtes" een hoogtepunt over de kwestie "machtsdeling." Treurnicht en 21 andere parlementariërs stemden op 24 februari 1982 tegen de plannen van premier P.W. Botha om een Presidentiële Raad in te stellen, een soort superkabinet waarin naast blanke, ook Kleurlingen en Indiase politici zitting zouden hebben. Hierop besloot de partijraad van de NP met 172 tegen 36 stemmen ten gunste van P.W. Botha. Op 3 maart werden 16 parlementariërs van de NP, w.o. Treurnicht, Jimmy Kruger en Connie Mulder uit de partij gestoten. Op 20 maart 1982 richtten Treurnicht en de zijnen de Konserwatiewe Party (KP) op, onder de oprichters bevonden zich onder andere de uit de NP gestoten parlementsleden. De fractie van de KP telde dus 16 parlementariërs - korte tijd later sloot zich nog een parlementariër bij de fractie aan - en werd daarmee de tweede oppositiepartij, achter de liberale Progressive Federal Party (PFP). De partij wilde een spreekbuis zijn voor ontevreden blanken en trok als zodanig vooral blanke extremisten die zich evenwel niet aangetrokken voelden tot buitenparlementaire activiteiten.
Pogingen om tot nauwe samenwerking of zelfs een fusie met de in 1969 door "verkramptes" opgerichte Herstigte Nasionale Party (HNP) te komen mislukten. De KP weigerde de programmapunten over de instelling van het Afrikaans als enige voertaal en de uitzetting van Indiërs te onderschrijven.
In 1983 voerde de KP een felle campagne tegen de voorgestelde ontwerp-grondwet die onder meer voorzag in de invoering van een driekamerparlement, dat naast de blanke Volksraad ook uit een kamer voor Kleurlingen en een kamer voor Indiërs moest gaan bestaan. Bij een referendum op 2 november 1983 sprak een meerderheid van de blanke kiezers zich uit vóór de ontwerp-grondwet. Tijdens de campagne werkte de KP samen met de HNP, die eveneens fel gekant was tegen de ontwerp-grondwet.

### 1983-1994

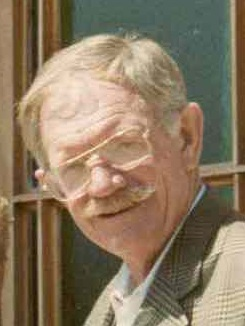
Ferdi Hartzenberg partijleider van 1993 tot 2004

Bij tussentijdse verkiezingen in mei 1983 slaagde een kandidaat van de KP in de Volksraad gekozen. Tweede tussentijdse verkiezingen op 29 november 1984 werden echter door KP-kandidaten verloren. Bij tussentijdse verkiezingen in november 1985 slaagde de KP er opnieuw niet in om kandidaten in de Volksraad te laten kiezen maar het optreden van haar kandidaten verzwakte niettemin de positie van de NP in de kiesdistricten.
Bij de eerste federale verkiezingen op 6 mei 1987 boekte de KP echter grote winst. De partij behaalde 26,62% van de stemmen, goed voor 22 zetels. De KP streefde de PFP als grootste oppositiepartij voorbij. De partij verwierf in totaal 547.559 stemmen.
In aanloop naar de parlementsverkiezingen van september 1989 was het niet uitgesloten dat de NP haar meerderheid in de Volksraad zou verliezen. In dat geval zou de NP van staatspresident F.W. de Klerk een coalitie moeten vormen. De meest voor de hand liggende keuze zou dan de KP van Treurnicht zijn. Bij de verkiezingen op 6 september 1989 behield de NP echter een comfortabele meerderheid van 103 van de 178 zetels. De KP boekte een winst van 18 zetels, vooral in de rurale gebieden en kleine gemeenten in Transvaal.
De KP verzette zich krachtig tegen de besprekingen tussen de regering en de burgerrechtenorganisaties als het ANC (CODESSA) over de afschaffing van het apartheidsregime en de toekenning van rechten aan de zwarten. Op 17 maart 1992 vond er een referendum plaats waarin de regering steun vroeg aan de blanke kiezers voor haar hervormingen. De KP voerde een felle tegencampagne tegen het referendum. De regering won het referendum met 68,6% van de stemmen (bij een opkomst van 86%) en de KP leed een gevoelige nederlaag. Zelfs in KP-bolwerken in Transvaal en in Oranje Vrijstaat stemde een meerderheid van de bevolking voor het hervormingsbeleid.
In 1993 overleed de partijleider, de charismatische dr. Andries Treurnicht. Ferdinand Hartzenberg volgde Treurnicht op als partijleider. Hartzenberg zocht toenadering tot conservatieve zwarte partijen als de Inkatha Vrijheidspartij. Uit deze toenadering kwam ten slotte de Freedom Alliance tot stand, waarbij zich ook andere partijen aansloten. De Freedom Alliance viel echter vlak voor de democratische parlementsverkiezingen van 1994 uiteen.
Clive Derby-Lewis, een militant lid van de KP, was in 1993 betrokken bij de moord op communistenleider Chris Hani, de secretaris-generaal van de Zuid-Afrikaanse Communistische Partij en leider van de militaire vleugel van het ANC. Hij werd later tot een levenslange gevangenisstraf veroordeeld.

### 1994-2003
In 1994 weigerde de KP mee te doen aan de eerste democratische parlementsverkiezingen die werden gewonnen door het ANC. De KP werd een buitenparlementaire partij. Een van de meer conservatieve Afrikanerpartijen die wel meedeed aan de parlementsverkiezingen was het Vryheidsfront van generaal Constand Viljoen. Het Vryheidsfront behaalde bij de verkiezingen 9 zetels. De KP weigerde echter samen te werken met het Vryheidsfront. In 1996 besloot de KP haar politieke activiteiten te staken en veel van haar leden sloten zich aan bij het Vryheidsfront. Meer extremistische leden sloten zich echter aan bij extreemrechtse organisaties. Formeel bleef de KP tot 2003 bestaan toen de partij opging in het Vryheidsfront Plus van Pieter Mulder.

## Contacten met gelijkgezinde organisaties inEuropa
De KP sponsorde in de jaren 80 de extreem conservatieve en anticommunistische Western Goals Institute, een pressiegroep in het Verenigd Koninkrijk. De contacten met dit instituut waren vrij hecht en Treurnicht en de zijnen bezochten zeker tot tweemaal toe het hoofdkwartier van het instituut in Londen. Daarnaast onderhield de KP contacten met de Conservative Monday Club, een van de meest conservatieve pressiegroepen binnen de Britse Conservative Party (Conservatieve Partij) die voorstander was van het blanke bewind in Zuid-Afrika. In juni 1989 hield de Monday Club een black-tie ("zwarte stropdassen" banket in Londen voor Treurnicht en Derby-Lewis.

## Partijleiders
| Persoon                   | Priode      |
| ------------------------- | ----------- |
| Dr. Andries Treurnicht    | 1982 - 1993 |
| Dr. Ferdinand Hartzenberg | 1993 - 2003 |

## Verkiezingsresultaten
| Jaar | %      | Zetels |
| ---- | ------ | ------ |
| 1987 | 26,62% | 23     |
| 1989 | 31,52% | 41     |

## Partijprominenten
- Clive Derby-Lewis - medeoprichter, lid van de Volksraad (1987-1993); veroordeeld voor zijn aandeel in de moord op communistenleider Chris Hani.
- Ferdinand Hartzenberg - medeoprichter, plaatsvervangend partijleider (1983-1993), partijleider (1993-2003) en lid van de Volksraad (1983-1994)
- Jimmy Kruger - medeoprichter, oud-minister van Justitie.
- Koos van der Merwe - lid van de volksraad en langstzittende parlementslid van Zuid-Afrika, die bekend werd door Frederik Willem de Klerk te typeren als "een verrader van zijn eigen volk, hij probeert de Afrikaner natie te vermoorden". Van der Merwe voegde zich in 1993 bij de Inkatha Vrijheidspartij.
- Connie Mulder - medeoprichter, oud-minister van Informatie, gekozen in de Volksraad in 1988, overleed voor hij zitting nam
- Andries Treurnicht - medeoprichter, partijleider (1983-1993), lid van de Volksraad (1983-1987).
- Carl Werth - partij-organisator, lid van de Presidentiële Raad (1990-1993), senator (1994-1995), leider van de KP in KwaZoeloe-Natal (1990-1995), leider van de Democratische Alliantie in Tshwane (1999-2002), tegenwoordig (2003-) lid van het Afrikaans Nationaal Congres (ANC).[6]

## Voetnoten
1. ↑  Winkler Prins Encyclopedisch Jaarboek 1983, door: red. Winkler Prins, blz. 335
2. 1 2  idem
3. ↑  Winkler Prins Encyclopedisch Jaarboek 1988, door: red. Winkler Prins, blz. 320
4. ↑  Winkler Prins Encyclopedisch Jaarboek 1990, door: red. Winkler Prins, blz. 311
5. ↑  Winkler Prins Encyclopedisch Jaarboek 1993, door: red. Winkler Prins, blz. 282
6. ↑  https://web.archive.org/web/20060114175254/http://www.anc.org.za/ancdocs/pr/2003/pr0729a.html